# Перевага (фільм)
«Перевага» (англ. Transcendence, також «Довершеність») — американсько-британський науково-фантастичний трилер 2014 року режисера Воллі Пфістера. У головних ролях Джонні Депп, Морган Фрімен, Пол Беттані.
Сценаристом стрічки став Джек Паґлен, продюсери: Кейт Коен, Бродерік Джонсон та інші. Світова прем'єра фільму відбулася 10 квітня 2014 року, а в Україні в прокат стрічка вийшла 10 липня 2014 року.

## Сюжет
Вчений Вілл Кастер займається дослідженням штучного інтелекту, його метою є створення машини, що здатна самостійно мислити і відчувати емоції. Здобувши світову славу, Вілл також став жертвою нападу радикального антитехнологічного угруповування «Тріщина». Він був поранений радіоактивною кулею і поволі помирав. Після смерті дружина і друг Воллі приєднали його свідомість до комп'ютера.

## У ролях
| Актор           | Персонаж                            | Роль                                        |
| --------------- | ----------------------------------- | ------------------------------------------- |
| Джонні Депп     | Вілл Кастер (англ. Will Caster)     | доктор наук, дослідник штучного інтелекту   |
| Ребекка Голл    | Евелін Кастер (англ. Evelyn Caster) | дружина Вілла, вчена                        |
| Пол Беттані     | Макс Вотерс (англ. Max Waters)      | найкращий друг Вілла                        |
| Кейт Мара       | Брі (англ. Bree)                    | лідерка терористичної організації «Тріщина» |
| Кілліан Мерфі   | Б'юкенен (англ. Agent Buchanan)     | агент ФБР                                   |
| Морган Фрімен   | Джозеф Таґґер (англ. Joseph Tagger) | наставник Вілла та Евелін                   |
| Коул Гаузер     | Стівенс (англ. Stevens)             | військовий офіцер                           |
| Кліфтон Коллінз | Мартін (англ. Martin)               |                                             |

## Зйомки
Зйомки проходили в Лос-Анджелесі і в Нью-Мексико, де розгортається основна частина сюжету. У першій локації група пробула місяць, на другу часу було відведено в два рази більше. Сцени в приміщенні знімались на студії в Альбукерке. В ролі вигадано містечка Брайтвуд виступає місто Белен, штат Нью-Мексико. Місцем дислокації сонячних батарей стало містечко Ріо-Пуерко.

## Критика
Станом на 11 лютого 2014 року рейтинг очікування фільму на сайті Rotten Tomatoes становив 98 % із 18,585 голосів, на Kino-teatr.ua — 100 % (2 голоси).
Фільм отримав переважно негативні відгуки кінокритиків і простих глядачів. На сайті Rotten Tomatoes «Перевага» отримала рейтинг 19 % (188 оглядів) від кінокритиків і 40 % від простих відвідувачів сайту. На сайті Metacritic фільм отримав 42 бали зі 100 на основі 45 оглядів, а від простих глядачів 6,5 з 10. Оцінка глядачів на сайті IMDB — 6,4 бали з 10.